# Bauer Lajos (orvos)
Bauer Lajos (Kunszentmárton, 1868. január 3. – Budapest, 1922. április 8.) orvos, egyetemi tanár.

## Élete
A budapesti egyetemen tanult, majd gyermekgyógyász specialistává képezte ki magát s előbb az Országos Lelencháznak, majd a Szent Margit-kórháznak lett gyermekgyógyászati főorvosa, egyszersmind egyetemi magántanár. Számos tanulmányán kívül főbb művei: A gyermekbetegségek diagnosztikája; Gyermekhygiene; Csecsemők táplálkozási betegségei.